# Elvine de La Tour

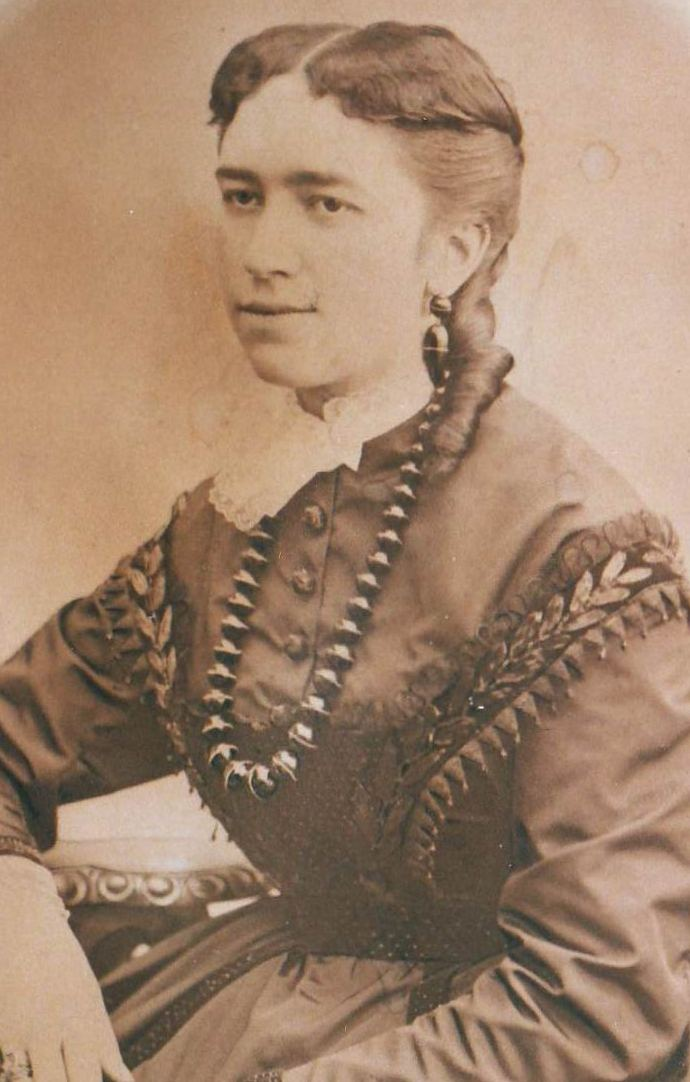
Elvine de La Tour

Gräfin Elvine de La Tour geborene Freiin Ritter von Záhony (* 8. Dezember 1841 in Görz, Kaisertum Österreich; † 7. Oktober 1916 in Treffen am Ossiacher See, Österreich-Ungarn) begründete in ihrem Nachlass die gemeinnützige Evangelische Stiftung de La Tour (heute Teil der Diakonie de La Tour) in Treffen am Ossiacher See.

## Leben
Maria Caroline Elvine Ritter von Záhony wurde am 8. Dezember 1841 als zweites Kind von Julius Hektor Ritter von Záhony und seiner Frau Amelie (geb. Rittmeyer) in Görz geboren. Ihr Vater entstammte einer Familie von Großindustriellen mit Stammsitz in Triest. 1851, als Elvine neun Jahre alt war, starb ihre Mutter mit nur 33 Jahren. Nach dem Tod ihres älteren Bruders Alfred 1865 war sie das älteste der noch lebenden fünf Geschwister.
Für die religiöse Prägung der Elvine Ritter war insbesondere Ludwig Schwarz von Bedeutung. Er war evangelischer Pfarrer von Görz und sollte später zum Gründer des Diakoniewerks von Gallneukirchen (Oberösterreich) werden. In ihrem Glauben, der auch wesentlicher Anstoß für ihre soziale Arbeit war, war Elvine Ritter von Záhony zutiefst vom Pietismus geprägt. In zahlreichen Äußerungen der Gräfin selbst wird dieser Glaube deutlich. Dieser war gekennzeichnet von einer völligen Hingabe an Gottes Willen, an die Überzeugung, dass Glaube sich in eine aktiven, tätigen Nächstenliebe zeigen müsse und dies auch verbunden mit einem gewissen missionarischen Eifer.
Im Alter von 26 Jahren lernte Elvine Ritter den um drei Jahre jüngeren Theodor de La Tour en Voivre kennen, der einem lothringischen Adelsgeschlecht entstammte, dessen Wurzeln bis ins 13. Jahrhundert zurückreichten. Allerdings war die Familie zu dieser Zeit bereits relativ verarmter Adel geworden. Die Eheschließung wurde von beiden Seiten skeptisch beäugt, wegen der unterschiedlichen Charaktere und der so verschiedenen wirtschaftlichen Voraussetzungen – insbesondere aber, weil es eine gemischt-konfessionelle Ehe war, was in diesen Jahren sehr problematisch sein konnte und von beiden Familien nicht gerne gesehen wurde. Trotz dieser Hemmnisse heiratete das Paar am 15. Februar 1868 in Görz und bezog in der Folge das Weingut Russiz (in der Nähe des Dorfes Capriva del Friuli, nahe Cormons), das Elvine als Mitgift erhalten hatte. Als Wohnsitz wurde auf dem Weingut ein kleines Schloss errichtet. Für die weitere Biographie der Gräfin de La Tour war es von Bedeutung, dass ihr Mann im Jahr 1885 das in der Nähe von Villach gelegene Schlossgut Treffen erwarb. Das Ehepaar verbrachte in den folgenden Jahren vor allem die Sommermonate in Treffen.
Die Ehe zwischen Theodor und Elvine de La Tour scheint nicht immer einfach gewesen zu sein, nicht zuletzt aufgrund der unterschiedlichen Charaktere der beiden – wobei es zweifellos eine Liebesheirat war. Jedenfalls unterstützte Theodor de La Tour die Initiativen seiner Frau, was ihn mitunter auch in Konflikt mit der katholischen Kirche brachte. Die kinderlos gebliebene Ehe endete durch den frühen Tod Theodors, der bereits im Juli 1894 in Kärnten verstarb. Das Begräbnis brachte eine konfessionelle Kontroverse mit sich, da sich Elvine de La Tour ein evangelisches Begräbnis für ihren Mann wünschte, obwohl er nie zum Protestantismus konvertiert war. Theodor de La Tour wurde schließlich zunächst in Görz begraben, ehe er 1898 in der Nähe von Schloss Russiz seine letzte Ruhe fand.
In den folgenden Jahren widmete sich Elvine de La Tour immer intensiver ihren sozialen Einrichtungen in Russiz und in Treffen, wobei vor allem die Werke in Treffen einen beachtlichen Ausbau erlebten. Das Lebensende der Gräfin war eng verbunden mit den Ereignissen des Ersten Weltkriegs. Sie geriet in dieser Zeit im wahrsten Sinne des Wortes zwischen die Fronten. Ein Teil ihrer Werke lag ja in Treffen, der andere Teil rund um Russiz, dass von den italienischen Truppen eingenommen wurde. Als Italien 1915 auf Seite der Entente-Mächte in den Krieg eintrat, eilte sie nach Russiz, wo im Mai 1915 das italienische Militär das Schloss besetzte und untersuchte. Der Besitz wurde beschlagnahmt, zahlreiche Mitarbeiter verhaftet und nachdem sie selbst lange Zeit festgehalten wurde, fuhr Elvine de La Tour Anfang Oktober von Giassico aus in die Schweiz. Im Dezember 1915 kam sie nach Stuttgart, ehe sie im Jänner 1916 nach Treffen zurückkehren konnte. In Stuttgart war sie bereits schwer erkrankt. Einige Monate nach ihrer Rückkehr, am 7. Oktober 1916, verstarb Elvine de La Tour.

## Die Einrichtungen in Görz und Russiz
Gräfin Elvine de La Tour nahm das soziale Elend in ihrem unmittelbaren Lebensumfeld sehr bewusst war, vor allem das Problem der zahlreichen elternlosen Kinder. Insbesondere die Perspektivenlosigkeit von Mädchen, die keinen Zugang zu Bildung hatten, weckten ihr Engagement. 1873 beschloss sie, in Görz (Gorizia) einen „Waisenversorgungs- und Erziehungsverein“ zu gründen, der sich der Erziehung und Ausbildung von verwaisten Mädchen widmen sollte. Ungeachtet ihrer persönlichen, dezidiert evangelischen Position, konzipierte die Gräfin diesen Verein konfessionsungebunden. Zur Ausbildung der im Rahmen des Vereins betreuten Kinder wurde 1875 in Russiz eine eigene Volksschule eingerichtet, die auch anderen Kindern offenstand. Im Jahr 1876 hatte die Waisenanstalt 15 Bewohnerinnen. Aufgrund von Konflikten um die Erziehungsprinzipien wurde dieser Verein allerdings 1878 bereits wieder aufgelöst. Noch 1876 begann die Gräfin damit, den Dachboden des eigenen Anwesens in Russiz auszubauen, um hier eine eigene Sozialarbeit einzurichten. Nach dem Tod ihres Vaters 1878 hatte sie schließlich auch die finanziellen Mittel für diese Arbeit – ihr Vater hatte ihr einen beachtlichen Betrag eigens für ihre Fürsorgeprojekte hinterlassen. In der Folge entstand in Russiz ein eigenes Gebäude, das bis 1910 immer wieder um- und ausgebaut wurde. Die laufende Finanzierung erfolgte zunehmend durch den Betrieb des Weingutes auf Russiz, das bis heute besteht. Im Jahr 1910 wurden in Russiz 57 Mädchen betreut.

## Aufbau der diakonischen Einrichtungen in Treffen
Schon bald nach dem Erwerb des Gutes Treffen in Kärnten begann Elvine de La Tour auch dort mit der Einrichtung sozialer Einrichtungen. Noch im Sommer desselben Jahres 1885 begann die Gräfin mit einer christlich motivierten Bildungsarbeit: Sie begann damit, „die armen Kinder aus der Umgebung in einer Sonntagsschule zu sammeln. Ich besuchte auch die weiter liegenden Dörfer und fand die Kinder willig, meiner Einladung zu folgen (…) Ich lernte dabei das Elend und die Verwahrlosung eines in vieler Hinsicht entsittlichten, von Gottes Wort und Gebot abgefallenen Volkes kennen“. In diesem Zitat wird die religiöse bzw. pietistische Motivation der Gräfin deutlich. Jedenfalls wurde dies zum Impuls, auch in Kärnten Sozialarbeit zu leisten.
Als ein wesentlicher Bestandteil des evangelischen Sozialwerke der Elvine de La Tour wurde im November 1891 der Betrieb einer evangelischen Privatschule in Treffen aufgenommen, die zunächst in einem Nebengebäude des Schlosses untergebracht war. Zu Beginn hatte die Schule 37 Schüler und Schülerinnen. Aufgrund der steigenden Zahl an Schulkindern wurde 1894 mit einem Neubau begonnen, zu dessen Finanzierung Spenden, vor allem aber der Verkaufserlöse von privatem Schmuck der Gräfin herangezogen wurden. Die zwei Schulklassen, die in dem neuen Schulhaus untergebracht waren, umfassten nunmehr bereits 144 Kinder. Ein Unterschied zu jener Schule, die im Rahmen des Heims in Russiz eingerichtet worden war, lag darin, dass die Schule in Russiz fast ausschließlich von jenen Mädchen besucht wurde, die auch im Mädchenheim versorgt wurden. Die Schule in Treffen hingegen nahm Kinder aus allen umliegenden evangelischen Gemeinden auf. Das lag auch daran, dass es damals noch kein eigenes Kinderheim gab. 1897 suchte Elvine de La Tour um das Öffentlichkeitsrecht für die Schule an, das ihr allerdings erst 1903 verliehen wurde.
Ein weiterer Schwerpunkt der Arbeit in Treffen war ab den 1890er Jahren die Evangelisation. Diese „Gemeinschaftsarbeit“ war auf die Diasporasituation in Kärnten hin ausgerichtet und hatte die Aufgabe, das Evangelium zu verkünden und einschlägige Schriften in der Bevölkerung zu verbreiten. Die Zielsetzung dieser Arbeit bestand aus Sicht der Gräfin de La Tour nicht zuletzt darin, auf diesem Weg den Lebenswandel der ländlichen Bevölkerung zu beeinflussen und dem von ihr so wahrgenommenen sittlichen Verfall etwas entgegenzusetzen. Angewiesen war man dabei auf die Zusammenarbeit mit den jeweils zuständigen Pfarrgemeinden, was nicht immer konfliktfrei ablief. Aus den Berichten der Evangelisten ist ihre Motivation deutlich abzulesen, die sich zweifellos mit jener von Elvine de La Tour deckte: Die Evangelisation sei unbedingt nötig, was man darin sehen könne, „dass eine große Zahl dem wahren Christentum entfremdet ist. Den Beweis dafür geben die abnormen Prozentsätze der unehelichen Geburten und das Unheil, das die Trunksucht hin und her anrichtet“. Eine Unterkunft im Rahmen der Treffener Einrichtungen hatte die Evangelisationsarbeit im sog. „Vereinshaus“. Ab 1920 setzte die von Elvine de La Tour angestoßene Gemeinschaftsarbeit ihre Tätigkeit in Form eines eigenen Vereines fort, dem „Christlichen Missionsverein für Österreich“. Aus den jährlichen Zusammenkünften im Rahmen der Gemeinschaftsarbeit entstanden die „Pfarrerrüstzeiten“ und schließlich die heute noch bestehende „Pfarrergebetsbruderschaft“.
Als ein Teil der Treffener Evangelisationsarbeit entstand 1912 die Arbeit zur Bekämpfung des Alkoholismus. Den Rahmen dafür bildete der „Blau-Kreuz-Verein“, der schon 1877 in der Schweiz entstanden war und dessen Treffener Zweig 1913 gegründet wurde. Aufgabe des Vereins war es, entsprechend den Statuten, Trinker aus der Trunksucht zu retten und „gefährdete Nichttrinker“ davor zu bewahren. In diesem Zusammenhang sah sich Elvine de La Tour aber auch dem Vorwurf der Doppelmoral ausgesetzt, in dem sie sich einerseits für den Kampf gegen den Alkoholismus engagierte, andererseits aber durch den Weinbau auf ihren Gütern in Russiz erhebliche Einnahmen erzielte. Sie selbst hielt dem entgegen, dass die Weinerzeugung lediglich der Finanzierung ihrer sozialen Werke diene und dies wiederum als eine Gabe Gottes zu sehen sei. 1923 wurde aus dem Blau-Kreuz-Verein für Kärnten der heute noch bestehende Verein „Blaues Kreuz Österreich“, der nach wie vor in enger Zusammenarbeit mit der Suchtkrankenbetreuung in Treffen im Rahmen der Diakonie de La Tour steht.
Neben den Kindern waren es auch die Alten, die noch im späten 19. Jahrhundert ganz massiv von Armut und Elend betroffen waren. Insbesondere die sog. „Einleger“ waren es, denen sich die Gräfin de La Tour annahm. 1902 wurde dafür ein eigenes Haus erworben, in dem unter dem Namen „Herrnhilf“ ein Einlegerasyl eingerichtet wurde. Die Einrichtung dieses Heimes verlief dann allerdings anders als geplant, denn noch bevor die ersten Einleger untergebracht wurden, nahm die Gräfin de La Tour auf Bitten des damaligen Villacher evangelische Pfarrers Johannes Heinzelmann 1903 zwei Halbwaisen in das Haus auf. So entstand – ohne dass dies zunächst geplant worden war – eine weitere Einrichtung. Eine Lösung wurde schließlich darin gefunden, die schwächeren Einleger im Vereinshaus unterzubringen und die mit besserem Gesundheitszustand in „Herrnhilf“ zu belassen, um genügend Platz für die Kinder schaffen zu können. Mittelfristig wurde Herrnhilf als Knabenheim zu einem Pendant des nach wie vor in Russiz bestehenden Mädchenheims. Im Gebäude des Nachbarhofes sollte dann ab 1905 das Haus „Elim“ als eine Art Krankenhaus für Alte adaptiert werden. Nachdem sich dieser Plan als nicht durchführbar erwies, vor allem wegen der zu hohen Kosten, war „Elim“ zunächst ein Wohnhaus für die Evangelisten, dann ein Altenheim und ab 1910 ein zweites Knabenheim. Organisatorisch bauten diese Einrichtungen auf dem Modell der Hauseltern auf. Für Herrnhilf wurde 1908 das Ehepaar Gienger als Hauseltern gewonnen – eine Familie, die in den folgenden Jahrzehnten die Treffener Anstalten prägte.
Im Gefolge der so genannten „Los von Rom“-Bewegung eskalierte im frühen 20. Jahrhundert auch in Treffen der interkonfessionelle Streit anhand der sozialen Arbeit. Elvine de La Tour hatte solche Auseinandersetzungen schon rund um ihre Arbeit in Görz bzw. Russiz erlebt, wo sie als Person und ihre evangelische Sozialarbeit geradezu eine Enklave in einem überwiegend katholischen Umfeld bildete, noch weitaus stärker als in Kärnten, wo es immerhin eine beträchtliche Zahl evangelischer Gemeinden gab. Der Vorwurf, der gegen die Einrichtungen in Treffen erhoben wurde, ging vor allem dahin, dass die dort betreuten Kinder und Jugendlichen zum Übertritt zur Evangelischen Kirche gedrängt, wenn nicht gar genötigt würden. Man versuchte von katholischer Seite mit Nachdruck, die katholischen Kindern aus der Fürsorge in den Anstalten der Gräfin de La Tour herauszuholen. Eine reale Grundlage hatte dieser Vorwurf darin, dass die (pietistisch gefärbte) evangelisch-christliche Erziehung ein Kernelement der Betreuung bildete, die auch kompromisslos beibehalten werden sollte. Zudem fanden die Vertreter der katholischen Kirche in der Gräfin de La Tour ein recht unnachgiebiges Gegenüber, sie „hielt sich zwar gewissenhaft an die ihr auferlegten Vorschriften und Gesetze im Kontext der Konfessionszugehörigkeit. An die katholische Kirche machte sie aber nur soweit Konzessionen, soweit deren Forderungen tatsächlich gesetzlich festgelegt waren“.
Die Zeit des Ersten Weltkrieges bedeutete für die diakonische Arbeit in Treffen einen dramatischen Einschnitt. Dies betraf zunächst den durch die italienischen Kriegsgewinne bewirkten Verlust der Besitzungen – und damit der sozialen Werke – in Russiz im Jahr 1915, ein Verlust der die Gräfin auch persönlich schwer traf. Zum anderen war es der Umstand, dass Elvine de La Tour diesen Verlust nur kurze Zeit überlebte, sie starb am 7. Oktober 1916. Als schwierig sollte es sich dabei vor allem erweisen, dass der Bestand der Treffener Werke auf die Person und das Vermögen der Elvine de La Tour angewiesen war, man sich aber nun in der Situation befand, dass es mehrere Versionen eines Testamentes gab, von denen aber keine rechtskräftig war. So sollte es noch einige Jahre dauern, bis sich der in den Testamenten geäußerte Wunsch der Gräfin, für die Werke in Treffen eine Stiftung einzurichten, umsetzen ließ.

## Die Stiftung de La Tour in den Jahren nach dem Tod der Gräfin
Um dem Wunsch der Gräfin zu entsprechen, eine von einem Kuratorium geleitete Stiftung einzurichten, wandte man sich an den Zentralverein für Innere Mission in Wien, der als Dachverband bei den Behörden die Einsetzung eines Kuratoriums und die Bildung einer Stiftung erwirken konnte. Noch während des Krieges, im März 1918, fand die erste Sitzung des Kuratoriums statt. Zum ersten Rektor in Treffen wurde Richard Roth bestellt, bis dahin Pfarrer in Fürstenfeld. Eine Genehmigung des Stiftbriefes und des Kuratoriums durch die Kärntner Landesregierung ließ dann noch bis 1931 auf sich warten. In organisatorischer Hinsicht war damit eine Weichenstellung vorgenommen, die Klärung der finanziellen Verhältnisse stand aber noch aus. In dem Übereinkommen zwischen Österreich und Italien von 1926 wurde festgelegt, dass die Russizer Besitzungen in das Eigentum des Königreiches Italien übergingen und die neu geschaffene Stiftung im Gegenzug eine Entschädigungszahlung über 625.000 Lire erhielt. Die Umsetzung der einzelnen Bestimmungen des Vertrages dauerte noch bis 1927/28 und diese Übereinkunft konnte auch nichts daran ändern, dass die Stiftung durch den Krieg insgesamt etwa 90 % ihres Vermögens verloren hatte.
Die wirtschaftliche Notlage der 1920er Jahre erfasste dann auch die diakonischen Einrichtungen in Treffen; zur Deckung der finanziellen Bedürfnisse waren die Werke zumindest zu einem Viertel auf Spenden, vor allem aus Deutschland und der Schweiz, angewiesen. Eine zusätzliche Hürde bedeuteten in diesem Zusammenhang die politischen Konflikte zwischen Deutschland und Österreich in den 1930er Jahren, insbesondere durch die vom Deutschen Reich verhängte Devisensperre. 1936 verstarb Rektor Gienger, zu seinem Nachfolger wurde provisorisch Hausvater Gienger berufen. Die Jahre der NS-Herrschaft bedeuteten für die diakonischen Werke in Treffen einen schmerzhaften Einschnitt. Schon bald nach dem „Anschluss“ zeichnete sich ab, dass die Werke in mehr oder weniger großem Maße von der NS-Volkswohlfahrt, der NSV, übernommen werden würden. Bereits Anfang 1939 wurden die einzelnen Einrichtungen von einem Delegierten der NSDAP besichtigt und eine Übernahme angekündigt. Etwa die Hälfte des Werkes wurde beschlagnahmt und mit Bescheid vom 30. Juni 1939 wurde der Stiftung de La Tour die gesamte Kinder- und Jugendarbeit entzogen. Was übrig blieb, war die Fürsorge für Alte und Kranke und die Trinkerheilstätte.
In der Zeit nach 1950 erfolgte eine Ausweitung der Arbeitsgebiete. Dazu gehörten unter anderem die Flüchtlingsarbeit, die Einrichtung eines Schülerinternates in Villach oder die Einrichtung eines Sonerkrankenhauses anstelle der ehemaligen Trinkerheilstätte „Friedensheim“ im Jahr 1983. Eine Reaktivierung der 1939 beschlagnahmten Schule gelang nicht mehr. Erst in den 1970er Jahren stand das Gebäude wieder der diakonischen Anstalt zur Verfügung, mit der Bezeichnung „Lindenschlössl“ wurde die ehemalige Schule zu einer Betreuungseinrichtung für geistig beeinträchtigte Frauen. Ein entsprechendes Heim für Männer wurde in der „Meierei“ eingerichtet. 1962 wurde in der Nähe von „Herrnhilf“ ein Freizeitheim eröffnet. 2002 wurde schließlich die Zusammenführung der beiden diakonischen Werke in Waiern und Treffen eingeleitet, die damals entstandene Diakonie Kärnten besteht heute unter den Namen der Gründerin der Werke in Treffen: Diakonie de La Tour.

## Bedeutung
Eine der Besonderheiten des sozialen Wirkens der Gräfin de La Tour besteht darin, dass sie im Kontext ihrer Zeit nicht nur oberflächlich mit Geldspenden einzelne Verbesserungen bewirken, sondern die Probleme an ihrer Wurzel behandeln wollte. Dieses soziale Engagement, das letztlich bis heute besteht, hatte in ihrer Familie zudem bereits Tradition. Unterstützung fand sie zudem bei ihrem Ehemann Theodor, auch wenn die Ehe im Laufe der Zeit zunehmend schwieriger wurde. Sie leistete im Bereich der Sozialfürsorge, die in dieser Zeit auf staatlicher Ebene kaum existierte, regelrechte Pionierarbeit, die ihr ein zutiefst persönliches Anliegen war – was einerseits in ihrem eigenen Glaubenszeugnis deutlich wird, aber auch darin, dass sie ihre Einrichtungen zeit ihres Lebens ganz wesentlich aus persönlichen Mitteln finanziell am Leben erhielt.